# Jungle Trailblazer (Fantawild Dreamland, Zhengzhou)
Jungle Trailblazer, chinesisch: 丛林飞龙, ist eine Holzachterbahn der Konstrukteure The Gravity Group im Fantawild Dreamland bei Zhengzhou in China, die am 9. Juli 2015 eröffnet wurde.
Die Strecke mit einer Länge von 975 m erreicht eine Höhe von 33 m und besitzt eine 30,7 m hohe erste Abfahrt von 61°.

## Züge
Jungle Trailblazer besitzt zwei Züge des Herstellers Gravitykraft Corporation mit jeweils zwölf Wagen. In jedem Wagen können zwei Personen (eine Reihe) Platz nehmen.